# Židenický puč
Židenický puč byl jediný pokus o fašistický převrat provedený v Československu, odehrál se přibližně ve stejné době, kdy v Německu převzal moc Adolf Hitler. Došlo k němu v noci z 21. na 22. ledna 1933, kdy skupina 70–80 mužů z Národní obce fašistické zaútočila na Svatoplukova kasárna v Brně-Židenicích, aby tím zahájila převrat v celém státě. Vojáci za pomoci četníků útok odrazili a většina útočníků byla zatčena. Iniciátor akce Ladislav Kobsinek uprchl přes Vídeň do Jugoslávie, odkud byl vyhoštěn do Rumunska a poté vydán do Československa. Původní relativně mírné tresty, které uložil Státní soud, později zvýšil Nejvyšší soud; Kobsinek dostal 12 let vězení, další účastníci několikaleté tresty a také vůdce československých fašistů, generál Radola Gajda, byl odsouzen na půl roku, ačkoli se puče přímo neúčastnil.